# Manuel Lenz
Manuel Lenz (* 23. Oktober 1984 in Herne) ist ein ehemaliger deutscher Fußballtorwart und heutiger Torwarttrainer.

## Karriere
Lenz begann seine Karriere beim SV Sodingen und beim VfL Bochum, bevor er bis 2003 für die Jugendmannschaften des FC Schalke 04 spielte. Danach gehörte er zwei Jahre lang zum Kader der zweiten Mannschaft des FC Schalke 04. 2005 wechselte er zum Wuppertaler SV Borussia, wo er allerdings nicht Stammtorwart wurde. Zur Saison 2007/08 wechselte er zu Rot Weiss Ahlen und war dort während der Aufstiegssaison Stammtorwart. Am 17. August 2008 absolvierte er gegen den FSV Frankfurt sein erstes Spiel in der 2. Fußball-Bundesliga. Nach der Hinrunde verlor er seinen Posten an Dirk Langerbein und in der Saison 2009/10 war er die Nummer 2 hinter Sascha Kirschstein. Zur Saison 2010/11 wechselte Lenz zu Preußen Münster, wo er sich zunächst gegen David Buchholz durchsetzte und so die Nummer 1 wurde, seinen Platz im Tor jedoch ab dem 6. Spieltag an Buchholz abgeben musste. Zur Saison 2011/12 wechselte er zum NRW-Ligisten KFC Uerdingen 05. Nachdem der KFC Uerdingen die Qualifikation zur neuen Regionalliga West verpasst hatte, wechselte Lenz zur SSVg Velbert. Dort blieb er zwei Spielzeiten. Als in Velbert 2014 der Abstieg aus der Regionalliga besiegelt war, schloss sich Lenz dem westfälischen Oberligisten Hammer SpVg an. Nach eineinhalb Jahren als Stammtorhüter in Hamm, entschied sich der mittlerweile 31-Jährige für eine neue Aufgabe: Als Torwarttrainer ist Lenz seit Januar 2016 bei Rot-Weiss Essen unter Vertrag.